# سیارک ۲۹۶۸
سیارک ۲۹۶۸ (به انگلیسی: 2968 Iliya، نامگذاری:1978QJ) دو هزار و نهصد و شصت و هشتمین سیارک کشف شده‌است که در ۳۱ اوت ۱۹۷۸ کشف شد.
قدر مطلق سیارک برابر ۱۴٫۳۰ است.